# اچ‌ام‌اس بریتومارت (جی۲۲)
اچ‌ام‌اس بریتومارت (جی۲۲) (به انگلیسی: HMS Britomart (J22)) یک کشتی است که طول آن ۲۴۵٫۲۵ فوت (۷۴٫۷۵ متر) می‌باشد. این کشتی در سال ۱۹۳۸ ساخته شد.